# Emily Rosdolsky

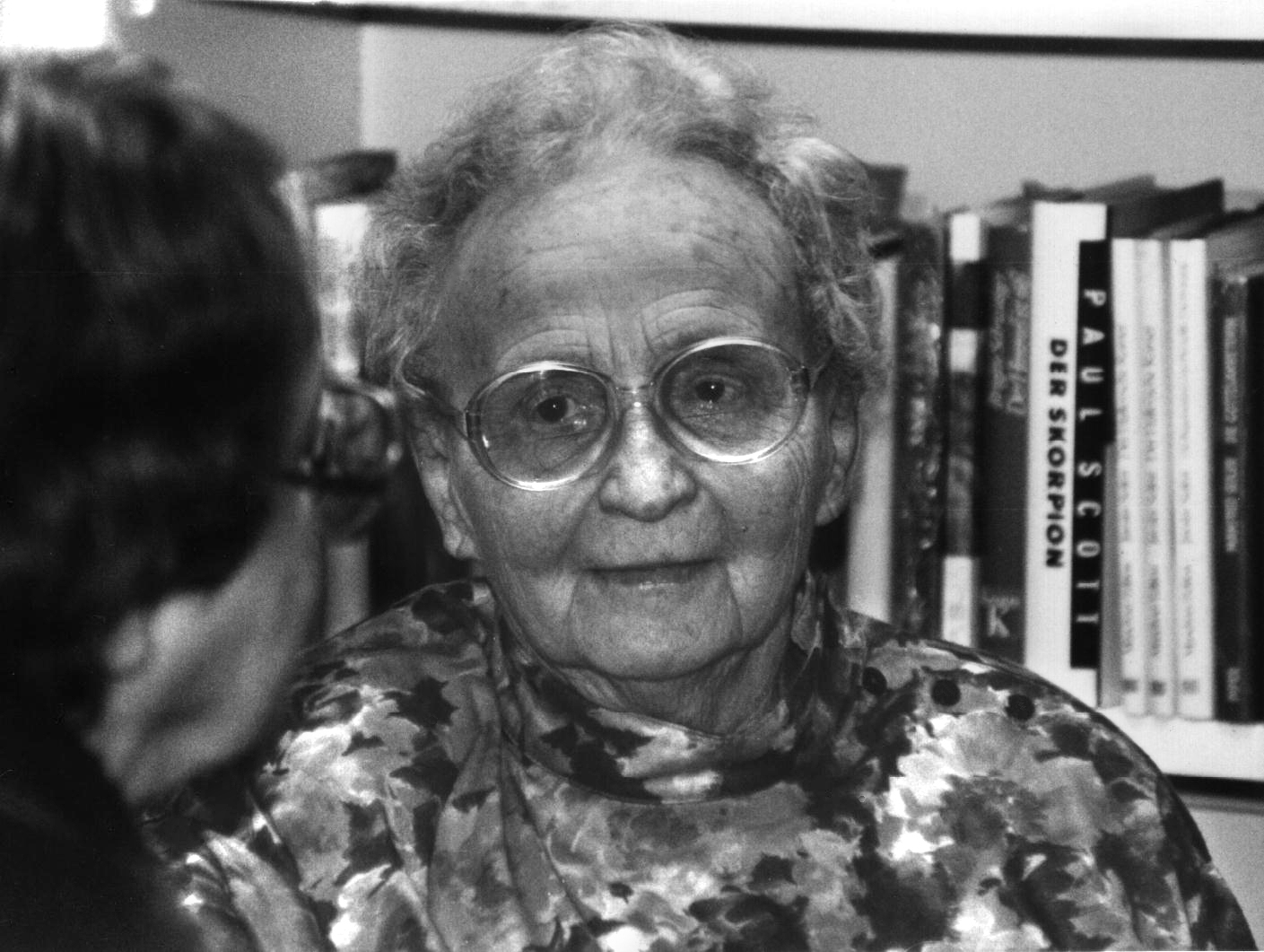
Emily Rosdolsky im Gespräch mit Fritz Keller

Emily Rosdolsky, geb. Meder (* 2. Juni 1911 in Wien; † 3. September 2001 ebenda) war eine österreichische Marxistin, aktive Antifaschistin, Gewerkschaftsaktivistin und Frauenrechtlerin. Im engeren politischen Sinn tendierte sie zum Trotzkismus.
Sie war in der Zwischenkriegszeit in der Kommunistischen Partei Österreichs sowie im Widerstand gegen den Austrofaschismus und gegen den Nationalsozialismus aktiv, weshalb sie 1934 für zwei Monate und 1942 für drei Wochen inhaftiert wurde. 1947 floh sie gemeinsam mit ihrem Mann Roman und ihrem Sohn Hans (1943–2013) vor den Stalinisten in die USA, wo sie bis 1971 als Gewerkschaftsberaterin tätig war. Danach lebte Emily Rosdolsky bis zu ihrem Tod 2001 in Wien und engagierte sich politisch in der Memorial-Bewegung und im Dokumentationsarchiv des österreichischen Widerstandes. In Wien sympathisierte sie mit der trotzkistischen Gruppe Revolutionäre Marxisten und verfasste zwei Artikel über die Opfer des Stalinismus. Ferner war sie die Verfasserin der (großteils anonymen) Vorworte in den diversen Veröffentlichungen ihres Ehemanns und Mitstreiters Roman Rosdolsky.

## Jugend und politische Anfänge (1911–1932)

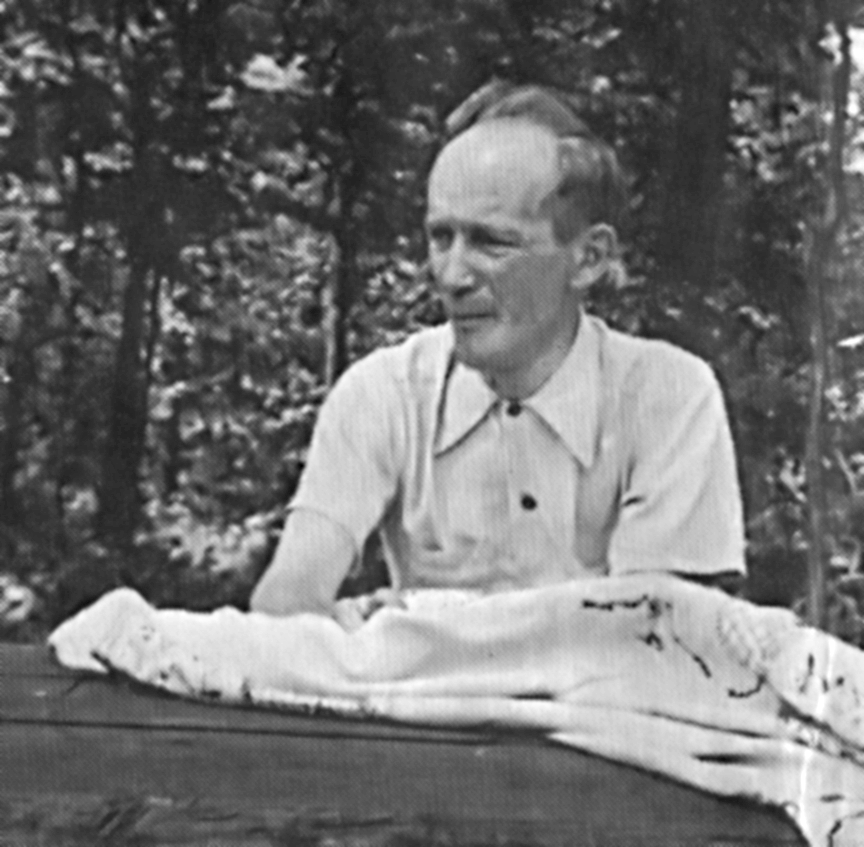
Der frühe Freund und Genosse Emily Meders, ihr späterer Ehemann Roman Rosdolsky, um 1960 in den USA

Emily Meder trat bereits 1925 als 14-jährige Gymnasiastin dem Verband Sozialistischer Mittelschüler (VSM) bei, der damaligen Schülerorganisation der Sozialdemokratischen Arbeiterpartei Deutschösterreichs (SDAPDÖ). Mit 16 Jahren lernte sie am 15. Juli 1927 während der zum Wiener Justizpalastbrand führenden Demonstrationen ihren späteren Mann, den ukrainischen Marxisten Roman Rosdolsky, kennen. Die Demonstrationsmärsche sozialdemokratischer Arbeiter von Wiener Außenbezirken in die Innere Stadt und der folgende Brand des Wiener Justizpalastes richteten sich gegen den unerwarteten Freispruch von drei wegen Mordes an einem Schutzbündler angeklagten Frontkämpfern (siehe: Heimwehr) im Schattendorfer Urteil. Die Ereignisse werden ebenso als Wiener Julirevolte bezeichnet und stellten den ersten Widerstand gegen den aufkeimenden Austrofaschismus dar. Als der Republikanische Schutzbund (SDAPÖ) damals gegen „wilde Demonstranten“ eingesetzt wurde, wechselte Emily Meder vom sozialdemokratischen VSM zum Kommunistischen Jugendverband (KJV). 1928 schloss sie sich der KPÖ an. Obwohl sie in Wien-Alsergrund (9. Gemeindebezirk) lebte, war sie in Brigittenau (20. Bezirk) aktiv, weil dieser für sie „ein attraktiver proletarischer Bezirk“ war.
Nach ihrer Matura 1929 wechselte Meder in die KPÖ-Zelle im 9. Bezirk (Lichtental), wo sie mit Roman Rosdolsky zusammenarbeitete. In einem Interview berichtete sie, dass an Zellenabenden zirka 15 Personen anwesend waren. Emily Meder war damals verantwortliche Redakteurin der Betriebszeitung Der rote Franz-Josephs-Bahner und kämpfte gemeinsam mit Roman Rosdolsky und anderen für eine „Revolutionäre Gewerkschaftsopposition“ nach dem Vorbild der deutschen Sektion der Roten Gewerkschaftsinternationale. In ihrer Funktion als Chefredakteurin einer kommunistischen Betriebszeitung hatte Emily Meder ihre erste Vorladung bei der Polizei.
In der KPÖ-Zelle im 9. Bezirk waren bekannte Oppositionelle aktiv wie Martha Nathanson, die offen als Trotzkistin auftrat, oder Hans Selackek, ein Anhänger der rechten Gruppe um Heinrich Brandler. Nächtelang soll der Trotzkist Roman Rosdolsky dort mit Anhängern Brandlers und linientreuen Stalinisten gestritten haben. Meder war ebenso mit Dr. Isidor Fassler bekannt, einem der ersten österreichischen Trotzkisten. Fassler wurde durch die Nationalsozialisten ermordet.
Roman Rosdolsky hatte großen politischen Einfluss auf Emily Meder und andere Mitglieder der KPÖ. Er hat Meder unter anderem dazu bewogen, Leo Trotzkis Schriften zum Nationalsozialismus zu lesen. Nach eigener Aussage ebenfalls „sehr stark beeinflusst“ wurde sie von Roman Rosdolsky in der Kritik an der Politik der deutschen KPD und ihrer Sozialfaschismusthese, wonach als Hauptgegner der Kommunisten weniger die Nationalsozialisten als die Sozialdemokratie gesehen wurden.

## Bürgerkrieg und Anschluss Österreichs (1933–1938)
Die KPÖ wurde 1933 unter Engelbert Dollfuß mit der Errichtung des austrofaschistischen Ständestaats verboten. Während des österreichischen Bürgerkriegs um den 12. Februar 1934 gaben Emily Meder und ihre Genossen im 9. Bezirk selbst erstellte Flugblätter heraus und verteilten sie, fühlten sich jedoch völlig von der illegalen KPÖ isoliert. Als sich Meder Anfang März mit einer Gruppe der Roten Falken traf, die sich dem Kommunistischen Jugendverband anschließen wollte, wurde sie gemeinsam mit zwölf Mitstreitern verhaftet und auf die Polizeistation gebracht.
Roman Rosdolsky musste nach dem Sieg der Heimwehr und des Bundesheeres über den sozialdemokratischen Schutzbund im Februar 1934 vor dem Austrofaschismus aus Wien in seine frühere Heimat Lemberg fliehen. Emily Meder blieb bis zum 8. Mai 1934 in Haft. Seitdem stand sie unter Polizeiaufsicht. Dadurch konnte sie nicht mehr innerhalb der KPÖ arbeiten und hatte keinen Kontakt mehr zur Partei. Stattdessen näherte sie sich weiter der trotzkistischen Bewegung an und nahm an Trotzkisten-Treffen bei Kurt Bettelheim teil, den sie noch aus der sozialistischen Mittelschüler- und Studentenbewegung kannte. Bei Bettelheim las sie unter anderem Trotzkis Schrift Verratene Revolution. Zu dieser Zeit begann ein reger Briefwechsel mit Roman Rosdolsky in Lemberg, der ihre politischen Überzeugungen ebenfalls beeinflusste.
Emily Meder war federführend an der Gründung von Ziel und Weg beteiligt, einer oppositionellen Zeitschrift im Kommunistischen Jugendverband. Die Ziel-und-Weg-Gruppe war eine Zeit lang entristisch im KJV tätig, bis deren Mitglieder ausgeschlossen und in der KJV-Zeitung Proletarier-Jugend als „mögliche Heimwehrleute, Nazis oder Polizeispitzel“ diffamiert wurden. Dennoch setzte die Gruppe die Herausgabe der Zeitung Ziel und Weg fort. Einen Kontakt zu den trotzkistischen Revolutionären Kommunisten, einer oppositionellen Gruppe, die um 1935 ebenfalls entristisch im Kommunistischen Jugendverband arbeitete, gab es jedoch nicht.
Die wesentliche Ausrichtung von Ziel und Weg, einem gemeinsamen Projekt von linken und rechten Oppositionellen, beschrieb Emily Meder folgendermaßen:

„Im spanischen Bürgerkrieg haben wir mit dem POUM sympathisiert. Wir waren gegen die rot-weiß-rote Orientierung der KPÖ – wir sind der Losung einer österreichischen Nation skeptisch gegenübergestanden und waren der Ansicht, man sollte auf eine gesamtdeutsche Revolution setzen. Wir haben die Volksfrontpolitik in Frankreich für prinzipienlos gehalten. Zu den Moskauer Prozessen hat die ‚Ziel-und-Weg‘-Gruppe vorsichtig aber doch Stellung genommen.“

1937 promovierte Emily Meder in Rechtswissenschaft. Während der Moskauer Prozesse 1936–1938 schloss sie sich endgültig der trotzkistischen Bewegung an. Zur Positionierung ihrer Gruppe gegenüber dem Nationalsozialismus in Österreich vor der Machtergreifung 1938 berichtete sie:

„Wir haben die Haltung der Kommunistischen Partei damals – die Einstellung auf Schuschnigg und die Kooperation mit der Vaterländischen Front – verurteilt und haben unsere eigenen Flugblätter herausgegeben.“

Noch nach dem Anschluss Österreichs an das Deutsche Reich am 12./13. März 1938 hatte die KPÖ-Zelle des 9. Bezirks eine illegale Funktionärskonferenz im Wienerwald, an der Emily Meder teilnahm. Sie berichtete, der spätere KPÖ-Generalsekretär Friedl Fürnberg (1902–1978), damals ZK- und Leitungsmitglied der KPÖ, habe die Ansicht vertreten habe, dass die Nationalsozialisten sich in Österreich nur sechs Wochen, höchstens sechs Monate an der Macht halten könnten. Roman Rosdolsky sei damals sehr entschieden gegen die Behauptung der KPÖ-Führung aufgetreten, dass es sich bei der NS-Machtergreifung bloß um eine vorübergehende Niederlage handeln würde.

## Emigration und Verfolgung durch den Nationalsozialismus (1939–1944)
Roman Rosdolsky fragte seine Genossin Emily Meder damals, ob sie „nicht einmal eine andere Luft atmen will“, und lud sie zu sich ins polnische Lemberg ein. Als sie Rosdolsky im Dezember 1938 besuchte, erhielt Meder von ihren Genossen die Nachricht, sie solle wegen der starken Repression „wenn möglich nicht mehr nach Österreich zurückkehren“. Emily Meder blieb also in Lemberg und heiratete dort schließlich im Februar 1939 Roman Rosdolsky. Politisch aktiv war Emily Rosdolsky in Lemberg jedoch nicht mehr, da sie weder Ukrainisch noch Polnisch sprach.
Im September 1939 wurde Lemberg durch die Sowjetische Besetzung Ostpolens infolge des Hitler-Stalin-Paktes der Ukrainischen SSR einverleibt. Als bekannt wurde, „dass die Stadt von den Russen besetzt werden wird“, flohen Emily und Roman Rosdolsky aus Angst vor stalinistischer Verfolgung nach Krakau, da „Roman sich in der Stadt als Trotzkist erklärt hatte“. Damals stand Krakau zwar bereits unter deutscher Besatzung und war Hauptstadt des Generalgouvernements Polen, dennoch schien die Stadt den Rosdolskys sicherer zu sein als Lemberg. In Krakau arbeitete Emily Rosdolsky als Sekretärin bei der Dresdner Bank und half dabei, mit einer kleinen Werkstätte, in der Reisstroh-Bürsten produziert wurden, „einigen Leuten eine Beschäftigung zu geben.“ Die Rosdolskys wohnten damals in der jüdischen Vorstadt Kazimierz in der Dietlstraße Nr. 62 bei einem jüdischen Kaufmann.
Im September 1942 schließlich wurden beide von der Gestapo verhaftet, weil sie Juden bei sich Unterschlupf gewährt hatten. Emily Rosdolsky, die damals hochschwanger war, wurde nach drei Wochen freigelassen. Der Historiker Fritz Keller vermutet, dass ihre Haftentlassung der Mithilfe „eines antinazistischen Gestapo-Mannes“ zu verdanken sei. Im Dezember 1942 kehrte Emily Rosdolsky nach Wien zurück, wo sie trotz der ständigen Gefahr einer Inhaftierung während des Krieges blieb. Später ging sie wegen der Bombardierungen in Wien nach Oberösterreich und lebte dort bis zu ihrer Emigration in die USA im Herbst 1947. Roman Rosdolsky wurde im April 1943 – wenige Monate nach der Geburt des gemeinsamen Sohnes Hans im Januar – aus Krakau in das KZ Auschwitz deportiert.

## Nachkriegszeit und Emigration in die USA (1945–1970)
Emily Rosdolsky war nach dem Krieg bei der Linzer Arbeiterkammer als Jugendschutzsekretärin und Bildungsreferentin tätig. Nachdem 1947 Karl Fischer, ein Mitarbeiter und Gesinnungsgenosse Emily Rosdolskys, wegen seiner oppositionellen Aktivität von sowjetischen Agenten „aus der Arbeiterkammer in Urfahr an der Zonengrenze“ (die Zonengrenze war die Nibelungenbrücke) entführt und nach Sibirien in einen Gulag verschleppt worden war, emigrierte die Familie Rosdolsky im Herbst in die Vereinigten Staaten.
23 Jahre lang war Emily Rosdolsky – bis zu ihrer Rückkehr nach Wien 1971 – als Beraterin in der Forschungsabteilung der United Auto Workers (UAW), der Gewerkschaft der Automobilarbeiter in der AFL-CIO, in der Zentrale der UAW in Detroit tätig. Ihr Mann Roman Rosdolsky fand in der McCarthy-Ära als bekannter Kommunist keine Arbeit. Ein Universitätsposten wurde ihm verweigert, weshalb er in der Folge als Privatdozent tätig war. Emily Rosdolsky forschte in der UAW unter anderem zur Produktivität im Automobilsektor. Die UAW ist seit ihrer Gründung eine der größten Gewerkschaften Nordamerikas und vertritt Beschäftigte in den Vereinigten Staaten, Kanada und Puerto Rico. Die Forschungsabteilung der UAW, in der Emily Rosdolsky arbeitete, ist direkt dem internationalen Präsidenten unterstellt. Zu den Aufgabenbereichen der Forschungsabteilung – und damit zu den Tätigkeitsbereichen von Emily Rosdolsky – zählen die Unterstützung der Gewerkschaft bei Tarifverhandlungen durch Untersuchung der Unternehmensfinanzen sowie Vergleiche mit anderen Unternehmen in demselben Industriezweig, die Evaluierung von vertraglichen Provisionen wie Gewinnbeteiligungsplänen, das Organisieren von Kampagnen, das Zusammentragen und Untersuchen von Informationen zur Unternehmensgeschichte, insbesondere zum Umgang mit Gewerkschaften, zur Beschäftigungslage, zu Gewinntrends und dergleichen, die Untersuchung öffentlicher Vorschläge seitens der Politik und die Unterbreitung von Initiativen seitens der Gewerkschaft. Alle zwei Monate publiziert die Abteilung eine Zeitschrift namens Research Bulletin, in der ebenso Emily Rosdolsky schrieb.
Ihre Arbeit in der UAW verstand Emily Rosdolsky als politische Tätigkeit. So griff sie beispielsweise in eine lange Auseinandersetzung unter Arbeiterfrauen beziehungsweise sozialistischen Feministinnen ein, die bereits 1910 in Kopenhagen auf der Zweiten Internationalen Sozialistischen Frauenkonferenz – auf der der erste Sonntag im März zum Internationalen Frauentag bestimmt wurde – kontrovers diskutiert worden war: die Frage des Verbots der Nachtarbeit für Frauen.
Während zu Beginn der 1960er Jahre der überwiegende Teil der Gewerkschaften in den USA für staatliche Arbeitsschutzmaßnahmen für Frauen eintrat, begann die UAW, diese Position im Sinne der Geschlechtergleichheit zu hinterfragen. Frauen hätten die „Freiheit“, so hieß es, „die manchmal schweren Lasten, die mit solch einer Gleichheit einhergingen, zu akzeptieren.“ Diese Position führte zu einer Solidarisierung durch die Vereinigung US Women’s Bureau mit der UAW. Damals gehörte Emily Rosdolsky zum internationalen Stab der Gewerkschaft der Automobilarbeiter und kritisierte gemeinsam mit Mitgliedern des UAW-Frauenkomitees der Dodge-Gewerkschaft in Hamtramck, Michigan (UAW Local 3) die offizielle Position ihrer Gewerkschaft. Sie unterstützten weiterhin eine starke gesetzliche Limitierung der Arbeitszeit und argumentierten, dass Frauen Schutz im Bereich der Arbeitszeit benötigten.

## Rückkehr nach Wien (1971–2001)
Vier Jahre nach dem Tod ihres Mannes kehrte Emily Rosdolsky 1971 nach Wien zurück. Dort wirkte sie als ehrenamtliche Mitarbeiterin des Dokumentationsarchivs des österreichischen Widerstandes. Obwohl sie sich in Wien nicht mehr politisch betätigte, blieb sie politisch interessiert und verfolgte die Politik und die Diskussionen innerhalb der Gruppe Revolutionäre Marxisten (GRM), der österreichischen Sektion der Vierten Internationale. 1977 verfasste Emily Rosdolsky gemeinsam mit Fritz Keller in der GRM-Zeitung rotfront einen Artikel zu den Wiener Trotzkistenprozessen 1937. Ferner stammten die Vorworte zu vielen Schriften ihres Mannes von Emily Rosdolsky, und in Studien über revolutionäre Taktik schrieb sie einen Beitrag zu Roman Rosdolskys Leben.
Nach dem Zusammenbruch des Ostblocks betätigte sich Emily Rosdolsky aktiv in der österreichischen Memorial-Bewegung im Gedenken an die Opfer des Stalinismus. 1990 schrieb sie in diesem Zusammenhang einen biografischen Beitrag über Franz Koritschoner, der in der Ersten Republik dem Parteivorstand der KPÖ angehörte. Koritschoner wurde im KZ Auschwitz ermordet, nachdem er im Zuge des Hitler-Stalin-Paktes als deutscher Staatsbürger vom NKWD an die Gestapo ausgeliefert worden war.
Emily Rosdolsky starb am 3. September 2001 im Alter von 90 Jahren in Wien. 

## Werke
- Fritz Keller, Emmy Rosdolsky: 40 Jahre Trotzkistenprozesse in Wien. In: Gruppe Revolutionäre Marxisten (Hrsg.): rotfront. Nr. 8–9. Wien 1977.
- Emily Rosdolsky: Franz Koritschoner. In: Memorial (Hrsg.): Österreichische Stalinopfer. Wien 1990, S. 69–76.